# 谢瑞卡·杰克逊

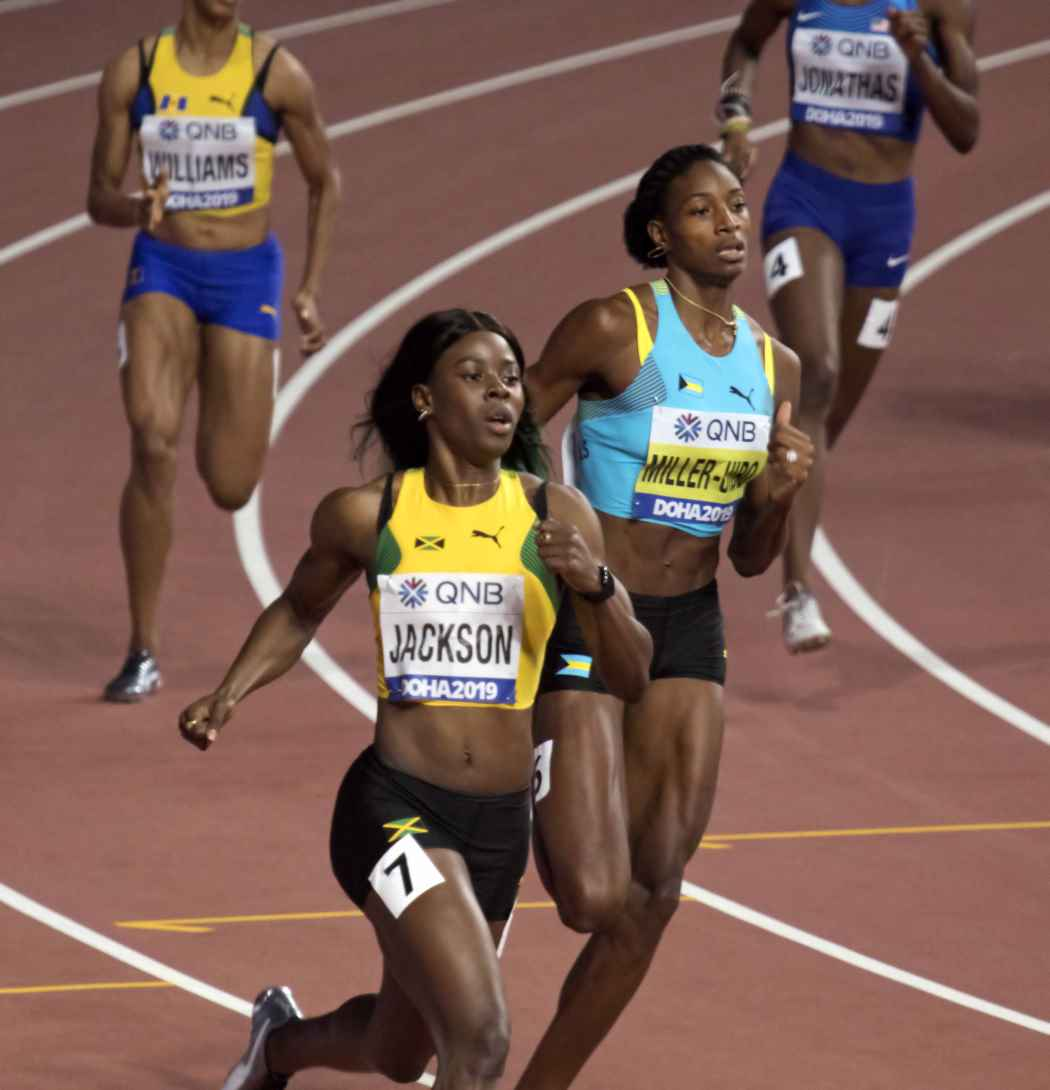
2019年世界田徑錦標賽400公尺半決賽

谢瑞卡·杰克逊（英語：Shericka Jackson，1994年7月16日—）是一名牙买加女子短跑运动员，获得2015年世界田径锦标赛女子400米铜牌和4×400米接力金牌，以及2016年里约奥运会女子400米铜牌和4×400米接力银牌。

## 外部連結
- 谢瑞卡·杰克逊在国际奥林匹克委员会的资料
- 谢瑞卡·杰克逊在的頁面